# Nathan Wang
Nathan T. Wang (chinesisch 王宗賢 / 王宗贤, Pinyin Wáng Zōngxián, W.-G. Wang Tsung-Hsien, Jyutping Wong4 Zung1jin4; * 8. August 1956 in Los Angeles, Kalifornien) ist ein US-amerikanischer Komponist.

## Leben
Nathan T. Wang begann mit der Musik im Alter von vier Jahren. Bereits im Alter von neun Jahren wurde er von der University of Southern California angenommen, um Musiktheorie und Komposition studieren zu dürfen. Anschließend studierte Wang nach seinem Schulabschluss 1974 an der Los Altos High School  von 1975 bis 1979 am Pomona College, und erhielt ein Stipendium aus dem Fulbright-Programm, um an der University of Oxford weiterhin Komposition studieren zu können.
Ab 1992 machte sich Nathan Wang als Komponist selbstständig und arbeitete seitdem vor allem in Hollywood und Hongkong, wo er neben mehreren Filmen von Jackie Chan zuletzt vor allem auch für Komödien des Regisseurs Andy Fickman, wie Kifferwahn, Daddy ohne Plan und Du schon wieder, die Musik komponierte.
2018 wurde er in die Academy of Motion Picture Arts and Sciences berufen, die jährlich die Oscars vergibt.

## Filmografie (Auswahl)

### Filme
- 1983: Hanging Heart
- 1988: Screwball Hotel
- 1994: Tod in Bangkok (Natural Causes)
- 1996: Rumble in the Bronx (Hóngfānqū, kant. Hong faan kui, 紅番區)
- 1998: Jackie Chan ist Nobody (wǒ shì shéi, 我是誰)
- 2003: Red Trousers – Das Leben der Hong Kong Stuntmen (Red Trousers – The Life of the Hong Kong Stuntmen)
- 2004: American Angels – Erben kann so sexy sein! (Who’s Your Daddy?)
- 2005: Der Mythos (Shénhuà, 神话)
- 2005: Kifferwahn (Reefer Madness)
- 2005: Tom & Jerry – Mit Vollgas um die Welt (Tom and Jerry: The Fast and the Furry)
- 2006: She’s the Man – Voll mein Typ! (She’s the Man)
- 2006: Wendy Wu – Die Highschool-Kriegerin (Wendy Wu: Homecoming Warrior)
- 2007: Daddy ohne Plan (The Game Plan)
- 2007: Highlander – Die Macht der Vergeltung (Highlander: The Search for Vengeance)
- 2007: Johnny Kapahala: Zurück auf Hawaii (Johnny Kapahala: Back on Board)
- 2007: Plane Dead – Der Flug in den Tod (Flight of the Living Dead: Outbreak on a Plane)
- 2007: The Final Season – Daran wirst du dich immer erinnern (The Final Season)
- 2008: Minutemen – Schüler auf Zeitreise (Minutemen)
- 2009: Kikeri Pete (Hatching Pete)
- 2009: Party Animals 3 – Willkommen auf der Uni (Van Wilder: Freshman Year)
- 2010: Du schon wieder (You Again)
- 2010: How to Make Love to a Woman
- 2010: Love In Disguise (Liànài tōnggào, 戀愛通告)
- 2011: Movie Star – Küssen bis zum Happy End (Geek Charming)
- 2012: Armour of God – Chinese Zodiac (Sap ji sang ciu)
- 2012: Jewtopia
- 2012: Weihnachten mit Holly (Christmas with Holly, Fernsehfilm)
- 2016: The Healer – Glaube an das Wunder in Dir (The Healer)
- 2019: Chaos auf der Feuerwache (Playing with Fire)
- 2021: Weihnachten … Schon wieder?! (Christmas…Again?!, Fernsehfilm)
- 2023: Emmas Herz (One True Loves)
- 2023: Don’t Turn Out the Lights

### Serien
- 1992: Bill & Ted’s Excellent Adventures (7 Episoden)
- 1992–1997: Eek! Der Kater (Eek! The Cat)
- 1997–1999: Brüder Flub (The Brothers Flub)
- 1999–2000: Simsalabim Sabrina (Sabrina: The Animated Series)
- 2008–2009: Valentine
- 2010–2011: Hellcats (8 Folgen)